# Chaitophorus diversisetosus
Chaitophorus diversisetosus är en insektsart. Chaitophorus diversisetosus ingår i släktet Chaitophorus och familjen långrörsbladlöss.

## Underarter
Arten delas in i följande underarter:
- C. d. diversisetosus
- C. d. austriacus